# Kim Gye-jong
Kim Gye-jong (nacido el 27 de julio de 1956) es un arquero norcoreano. Compitió en la prueba individual masculina de arco en los Juegos Olímpicos de Verano de 1980.